# Jorge Garrido (actor)
Jorge Carlos Garrido Espinoza (Santiago, 27 de febrero de 1959) es un actor, comediante, y empresario chileno, conocido principalmente por su personaje Juan Segura en el sketch La Oficina del emblemático programa de televisión humorístico Jappening con ja, donde participó entre 1988 y 2001. Además del guardia de seguridad con que siempre se identificó, también realizó otros personajes memorables, principalmente parodias de figuras públicas como Eduardo Bonvallet, Antonio Vodanovic, o Pedro Carcuro, entre muchos otros. Fue también el encargado de interpretar al Tiburón del programa infantil Cachureos.
Luego de que finalizara el programa en 2004, participó esporádicamente en el programa Morandé con Compañía. Alejado de la televisión, los últimos años Garrido se ha dedicado a su restaurante y pub El Mesón del Sandwich, ubicado en Providencia.

## Filmografía

### Programas de televisión
- Cachureos (TVN, 1983-1990) - Productor, libretista y personificando al "Tiburón" y otros personajes
- En Vivo (TVN, 1986-1987) - Sección de Cámaras Indiscretas
- Jappening con Ja (TVN, Megavisión/Mega, 1988-1989, 1992-2001 y 2004) - Personajes varios (Juan Segura, Eduardo Bonvallet, Pedro Carcuro, Antonio Vodanovic, Eduardo Riveros, Patricio Frez, Sergio Campos, Sandro, Muñeco Telín, entre otros)
- De buen humor (TVN, 1990-1991) - Personificando al muñeco "Telín" y actor de gags
- Siempre Lunes (TVN, 1992) - Invitado
- Video Risas (Chilevisión, La Red Televisión, 1994-1995) - Presentador
- De pe a pa (TVN, 1996) - Invitado
- Juntémonos con Julio (Megavisión, 1997) - Personificando a "El Bonva", Eduardo Bonvallet
- Acompáñeme al Festival (Megavisión, febrero-marzo 1998) - Personificando a "El Bonva", Eduardo Bonvallet
- Las Historias de Sussi (TVN, 1998) - Personificando a Jorge Gómez
- Viva el mundial (Canal 13, junio 1998) - Invitado junto a todo el elenco del Jappening con Ja
- Bonvallet (La Red,1998) - Invitado junto a todo el elenco del Jappening con Ja
- Forever Young (Red Televisión, UCV Televisión, Megavisión, 2001) - Presentador
- El show de Pepito TV (Canal 13, 2001) - Personificando a "Juan Segura"
- Morandé con Compañía (Mega, 2004-2007) - Personajes varios
- Primer Plano (Chilevision, 2007) - Invitado
- Alfombra roja (Canal 13, 2013) - Invitado
- Mentiras Verdaderas (La Red, 2013 y 2017) - Invitado

### Publicidad
- Toto 3, Polla 1998, Personificando a "El Bonva", Eduardo Bonvallet